# Visarend
De visarend (Pandion haliaetus) is een roofvogel uit de familie van de visarenden (Pandionidae). De wetenschappelijke naam van de soort werd als Falco haliaetus in 1758 gepubliceerd door Carl Linnaeus. De soort werd in 1809 door Marie Jules César Savigny in het geslacht Pandion geplaatst. Daarin is het de enige soort. 
In het Afrikaans heet de vogel visvalk. Visarend is de Afrikaanse naam voor de Afrikaanse zeearend.

## Uiterlijke kenmerken
De visarend is een vrij kleine arend die graag boven water stilstaand 'bidt' en dan met uitgestoken klauwen op een vis duikt. Hij is relatief sterk gezien zijn grootte en kan prooien pakken bijna even zwaar als hijzelf. De visarend is in vlucht goed te herkennen door zijn geheel witte onderkant, zijn chocoladebruine bovenkant en zijn enigszins 'geknikte' vleugels. Door het oog loopt een donkere streep. Het verenkleed is bij beide geslachten gelijk. Andere arenden hebben meestal rechte vleugels. De lichaamslengte is zo'n 55 cm, de spanwijdte bedraagt 150 tot 170 cm en het gewicht 1,5 tot 2 kg. De vrouwtjes zijn iets groter en zwaarder.

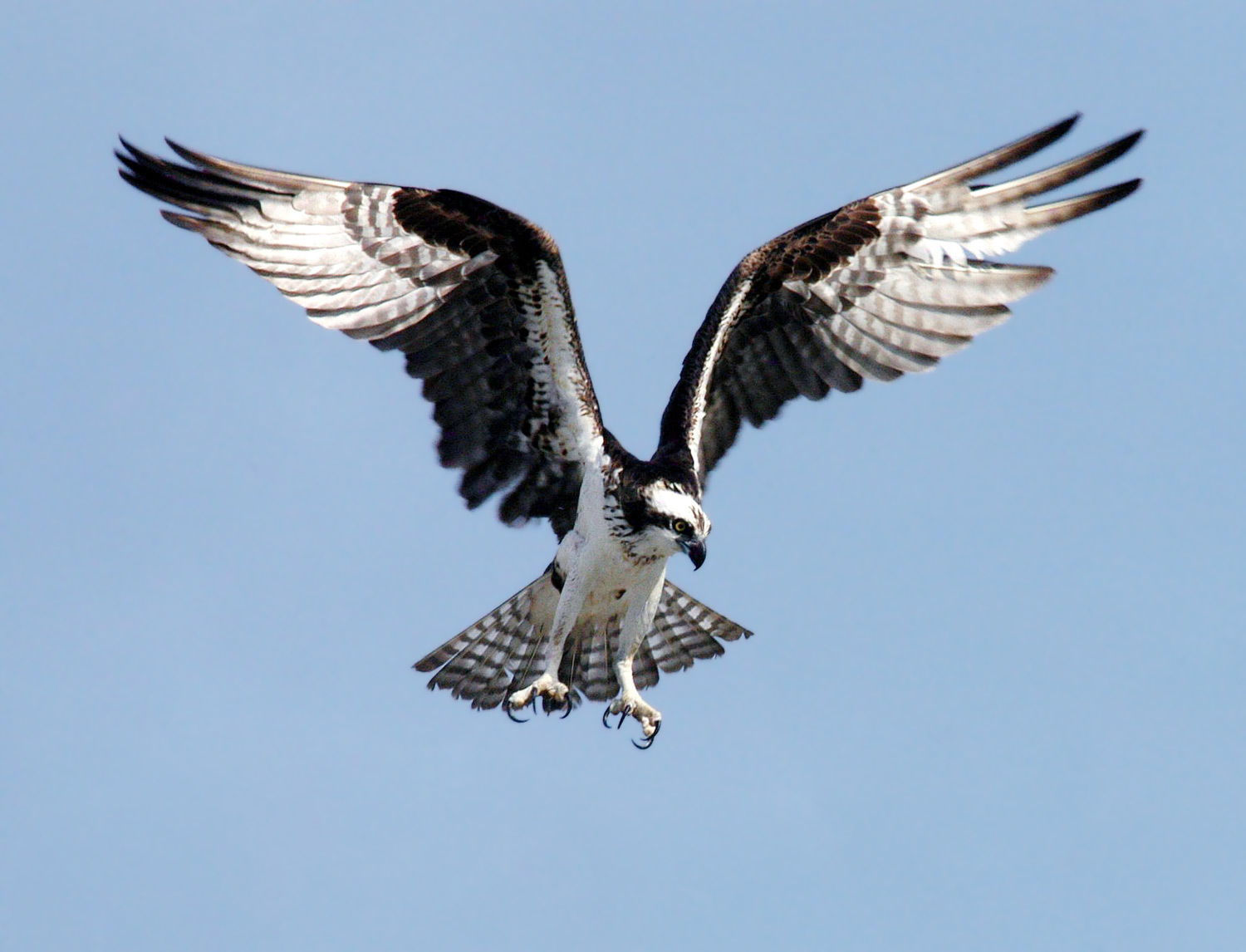
Een biddende visarend
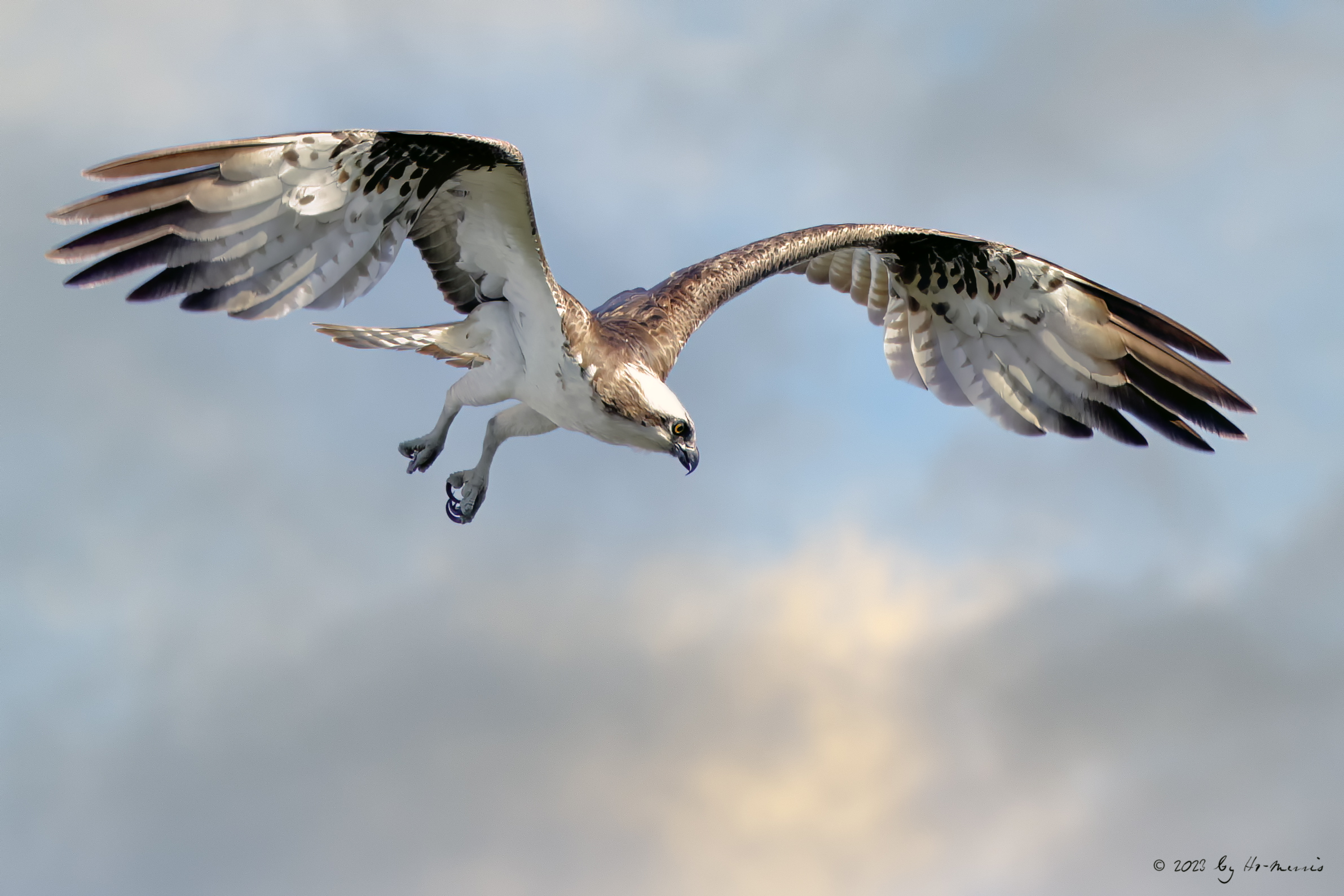
Visarend net voor aanval
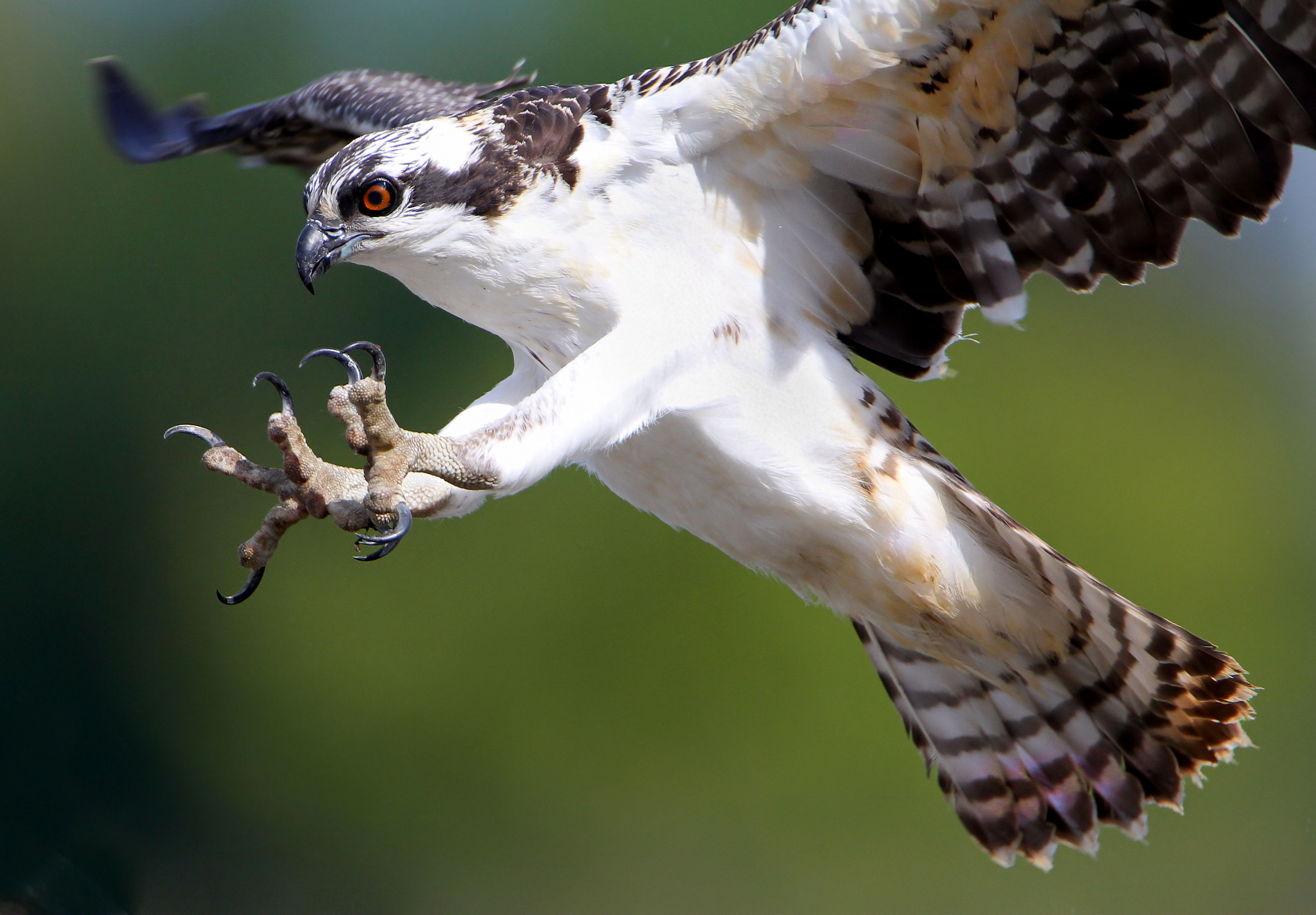
Visarend met uitgestrekte klauwen
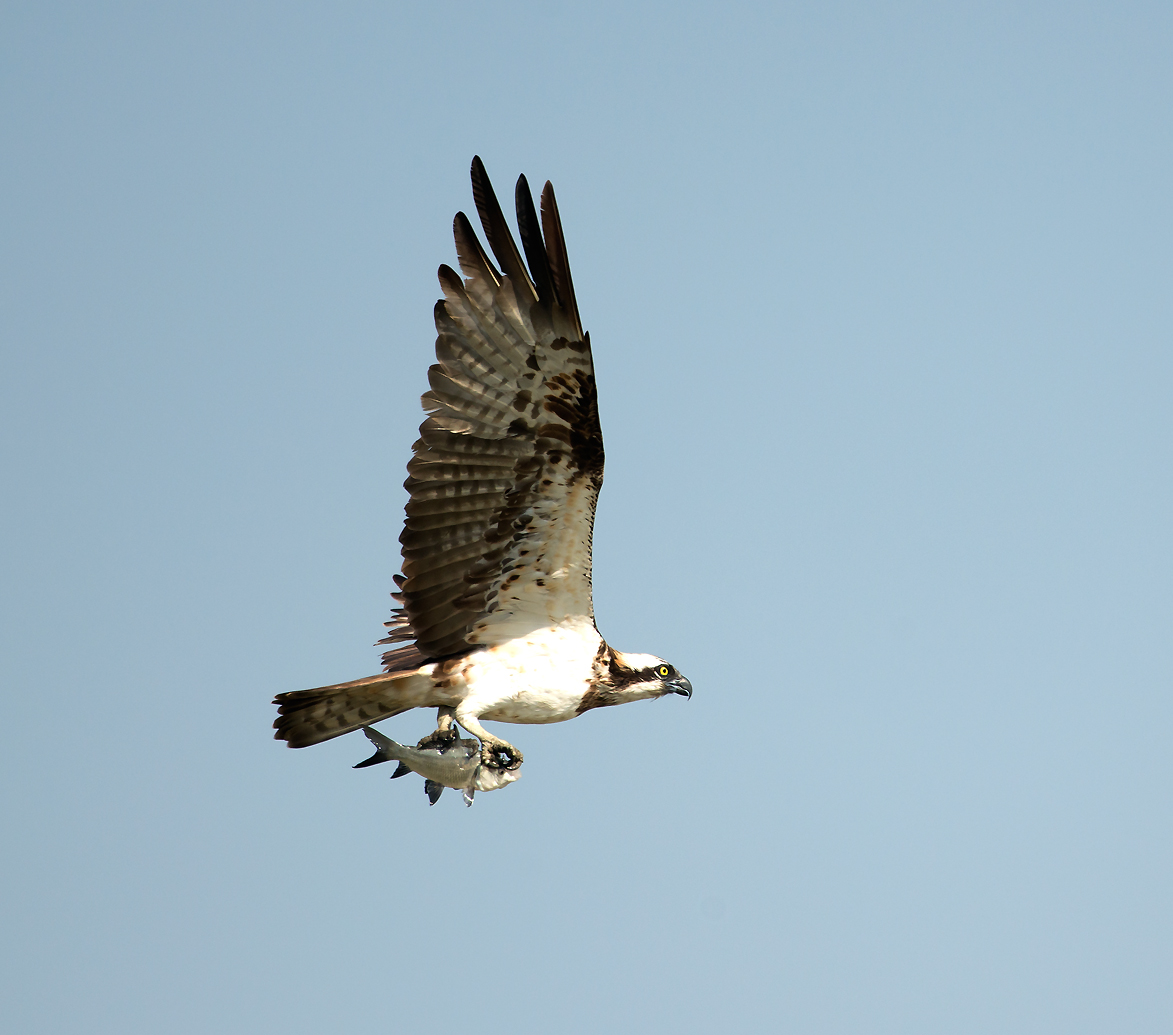
Vliegend met vis
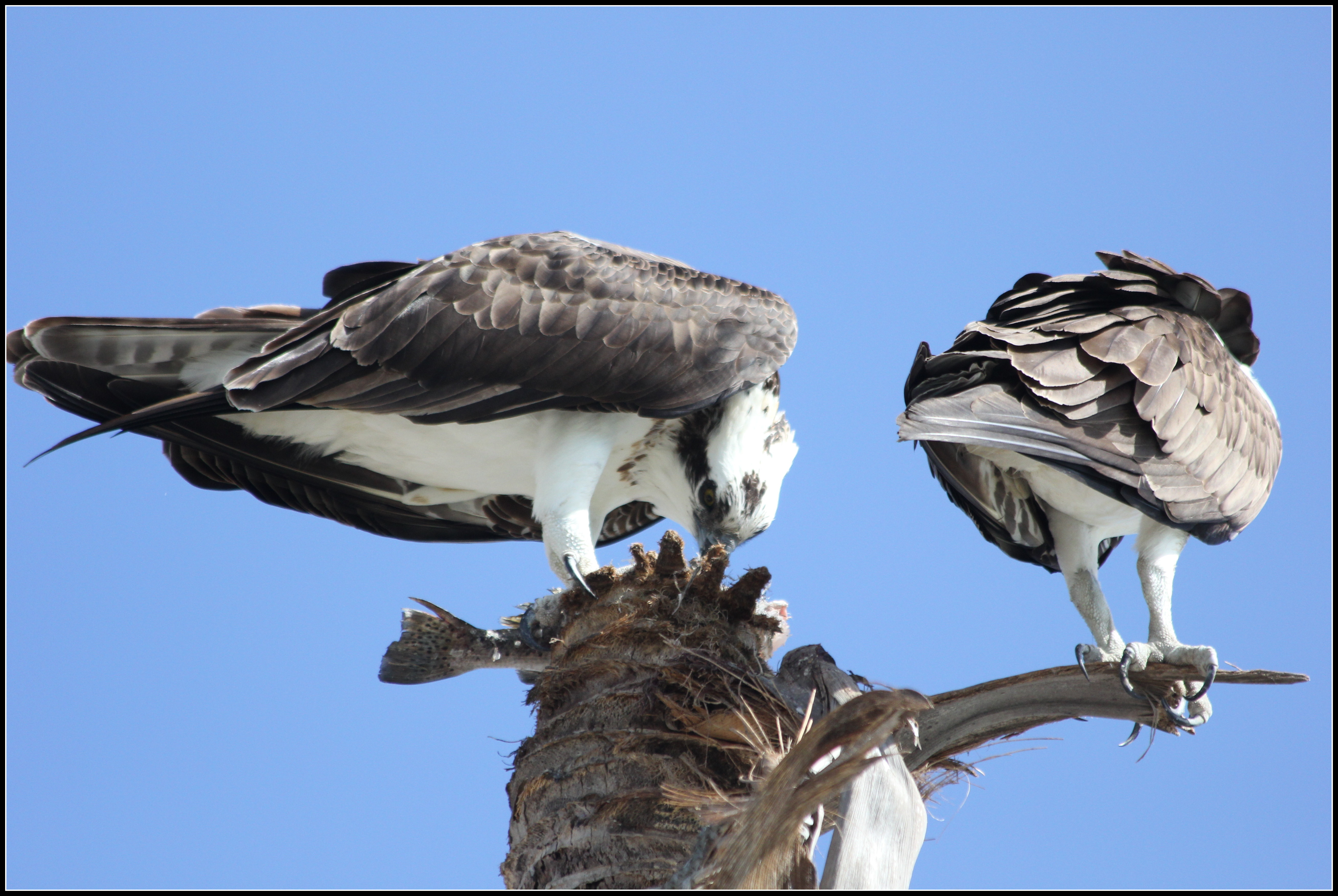
Paartje met prooi

## Voedsel
Het dier eet vrijwel uitsluitend vis en is vooral bij beboste meren, rivieren of de zeekust te vinden. Visarenden vliegen over het wateroppervlak op zoek naar prooi die zich vlak onder het wateroppervlak bevindt. Wanneer er een vis wordt gezien, duikt de arend met zijn kop vooruit naar beneden, en op het laatste moment gooit hij zijn poten naar voren om de vis te pakken. Zijn klauwen zijn vlijmscherp en op de poten zitten kleine stekels, zodat de visarend zijn glibberige prooi beter kan vastpakken.

## Verspreiding en leefgebied
De visarend stelt betrekkelijk weinig eisen aan zijn leefgebied. Belangrijk is visrijk water; dat kunnen langzaam stromende rivieren, heldere meren of zeekusten zijn. Verder moet er een plek zijn om te nestelen, zoals hoge bomen, rotswanden, onbewoonde eilandjes of door mensen gemaakte palen met platforms.
Met uitzondering van Antarctica komt de visarend verspreid in alle continenten voor. Er worden vier ondersoorten onderscheiden:
- P. h. haliaetus: broedvogel: Europa en Azië; buiten broedtijd: Afrika, India, Soenda-eilanden
- P. h. carolinensis: broedvogel: Canada tot zuiden van de Verenigde Staten; buiten broedtijd: tot in het midden van Zuid-Amerika)
- P. h. ridgwayi: standvogel in Belize, Cuba en de Bahama's
- P. h. cristatus (Australische visarend): van Sulawesi en Java tot kusten van Australië, Bismarckarchipel, Salomoneilanden en Nieuw-Caledonië

## Populatie en beschermingsstatus
Tot halverwege de jaren 1950 was de visarend uit grote delen van Europa (en Noord-Amerika) verdwenen door vervolging. Daarna, in de periode van de jaren 1960 en 1970 had de vogel bovendien te lijden van het insecticide DDT, dat zich via de voedselketen ophoopte in vissen, het voornaamste voedsel van de visarend. Sinds het verbod op deze middelen neemt de visarend weer in aantal toe. In 1954 kwam de visarend terug in Schotland, sinds 1985 broedt de vogel weer in Midden-Frankrijk. In Duitsland is het bestand tussen 1975 en 2004 toegenomen van 75 naar 470.
De visarend gaat bijna overal in aantal vooruit. De grootte van de populatie wordt geschat tussen de 100.000 en 1,2 miljoen volwassen vogels. Om deze reden staat deze roofvogel als niet bedreigd op de Rode Lijst van de IUCN. 

## Voorkomen in Nederland
De soort komt in kleine maar toenemende aantallen voor als doortrekker. Deze worden vooral in de maanden april en september gezien.
De visarend was in Nederland aanvankelijk geen broedvogel. In 2016 werd echter gebroed door een eerste paartje in Nationaal Park De Biesbosch (dat een jong kreeg). Het kreeg in 2017 gezelschap van een tweede paar en in 2020 van een derde. Van 2015 tot 2020 zijn in De Biesbosch in totaal twintig jongen grootgebracht.

## Video
- Zittende visarend met vis als prooi